# 西宮浜出入口
西宮浜出入口（にしのみやはまでいりぐち）は、兵庫県西宮市西宮浜の阪神高速道路5号湾岸線の出入口。天保山方面のみ出入口のあるハーフICである。
2022年（令和4年）5月27日0時から、入口がETC専用となっている。
名神高速道路と阪神高速5号湾岸線を連絡する名神湾岸連絡線が事業中であり、本出入口に併設して西宮浜ジャンクションが設置される予定である。西宮浜JCTでは名神湾岸連絡線と阪神高速5号湾岸線両方向と接続する計画である。また、名神湾岸連絡線側にも一般道との出入口が設置される計画である。

## 道路
- 阪神高速5号湾岸線 (5-10)
- 名神湾岸連絡線（事業中）

## 料金所

### 西宮浜料金所
- ブース数：2
  - ETC専用：1
  - サポート：1

## 周辺
- 西宮市立西宮浜小学校
- 西宮市立西宮浜中学校
- 西宮大橋
- 阪神米穀
- 西宮マリナパーク
- 新西宮ヨットハーバー
- 阪神バス西宮浜営業所

## 隣
阪神高速5号湾岸線
(5-09) 甲子園浜出入口 - (5-10) 西宮浜出入口/JCT（JCTは事業中） - 南芦屋浜TB（廃止）/南芦屋浜PA - (5-11) 南芦屋浜出入口
名神湾岸連絡線（事業中）
西宮JCT - 西宮浜出入口/JCT